# Norberto Oberburger
Norberto Oberburger (né le 1er décembre 1960 à Merano) est un haltérophile italien.

## Biographie
Norberto Oberburger est sacré champion olympique en 1984 à Los Angeles en moins de 110 kg. Oberburger obtient une médaille d'or aux Championnats du monde en 1984 ainsi qu'une médaille de bronze en 1985. Il est aussi vice-champion d'Europe en 1984 et médaillé de bronze en 1986.